# Janie Dee
Janie Dee (Old Windsor, 20 de junio de 1962) es una cantante, bailarina y actriz británica de teatro, cine, televisión y radio.
Egresada del Arts Educational Schools de Chiswick, ha recibido diversos reconocimientos en el ámbito teatral, entre ellos el Premio Laurence Olivier en la categoría mejor actriz/actor de reparto por el musical Carousel y su papel de Carrie estrenada en el Royal National Theatre en el año 1993 y a la mejor actriz por su rol de Jacie en la obra Comic Potential estrenada en el Lyric Theatre en el año 2000; así como otras dos nominaciones al mismo galardón en las categorías mejor actriz en un musical y mejor actriz de reparto en 2003 y 2013 respectivamente. Adicionalmente, en 2001 recibió un Premio Obie por su papel en Comic Potential.
Además de su trabajo en el teatro y televisión, ha realizado una serie de musicales, conciertos y radioteatros para la BBC Radio 4.

## Premios y nominaciones
| Año  | Premio                                   | Categoría                                     | Trabajo         | Resultado | refs   |
| ---- | ---------------------------------------- | --------------------------------------------- | --------------- | --------- | ------ |
| 1993 | Premio Laurence Olivier                  | Mejor actriz/actor de reparto en un musical   | Carousel        | Ganadora  | [ 1 ]  |
| 1999 | Premio Evening Standard Theatre          | Mejor actriz                                  | Comic Potential | Ganadora  | [ 9 ]  |
| 1999 | Premio del Círculo de Críticos de Teatro | Mejor actriz                                  | Comic Potential | Ganadora  | [ 10 ] |
| 2000 | Premio Laurence Olivier                  | Mejor actriz                                  | Comic Potential | Ganadora  | [ 2 ]  |
| 2001 | Premio Obie                              | Mejor desempeño interpretativo por una actriz | Comic Potential | Ganadora  | [ 8 ]  |
| 2003 | Premio Laurence Olivier                  | Mejor actriz en un musical                    | My One and Only | Nominada  | [ 6 ]  |
| 2013 | Premio Laurence Olivier                  | Mejor actriz de reparto                       | NSFW            | Nominada  | [ 7 ]  |
| 2013 | Premio TMA                               | Mejor actuación en un musical                 | Hello Dolly     | Ganadora  | [ 11 ] |